# B1 Free Archiver
B1 Free Archiver es un programa gratuito archivador de ficheros multi-plataforma y administrador de archivos. B1 Archiver está disponible para Windows, Linux, Mac OS X y Android. Tiene soporte completo (compresión, descompresión y cifrado) para ZIP y su formato B1 nativo. El programa descomprime más de 20 formatos de archivo populares. Crea archivos divididos y archivos con contraseña.
B1 Free Archiver está traducido a más de 30 idiomas. El programa puede ser utilizado a través de la interfaz gráfica de usuario o la interfaz de línea de comandos. B1 Free Archiver está escrito en C++ / Qt y se distribuye bajo licencia privativa.

## Características
B1 Free Archiver descomprime los formatos de archivos más populares, tales como la B1, ZIP, RAR, 7z, GZIP, TAR.GZ, TAR.BZ2, ISO, etc. Sin embargo, se crea solamente archivos B1 y ZIP. Esta herramienta también puede crear archivos de división que se componen de varias  volúmenes, cada uno de tamaño especificado y los archivos protegidos con contraseña, cifrados con algoritmo AES de 256 bits. La aplicación de escritorio soporta la edición del archivo -  añadir nuevos ficheros, borrar ficheros desde el archivo, editar los archivos directamente desde ellos. B1 Free Archiver cuenta con soporte drag-and-drop completo, atajos de teclado y tecla de acceso rápido de navegación. El programa funciona en Windows (XP y superior), Linux (Ubuntu/Debian, Fedora), Mac (10.6 y superior) y Android. Hay también la herramienta B1 Free Archiver descompresión Online.